# Glossocalyx
Glossocalyx es un género con cuatro especies de plantas de flores perteneciente a la familia Siparunaceae. 

## Especies seleccionadas
- Glossocalyx brevipes
- Glossocalyx longicuspis
- Glossocalyx standtii
- Glossocalyx zenkeri